# Maraton Wyszehradzki
Visegrad Maraton ("Maraton Wyszehradzki") – bieg maratoński organizowany corocznie w latach 2006-2015 przez UKS Ryter z Rytra. 
Trasa przebiegała przez przełęcz Vabec na Słowacji oraz Beskid Sądecki, z metą znajdującą się w Rytrze u podnóża pasma Radziejowej. Ze względu na różnice wzniesień Maraton Wyszehradzki można było zaliczyć do najtrudniejszych maratonów organizowanych w Europie.
Trasa posiadała atest Polskiego Związku Lekkiej Atletyki (PZLA).

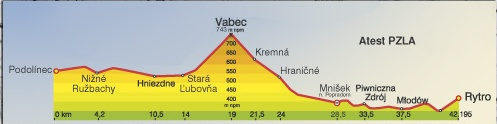
Profil trasy

## Zwycięzcy Maratonu Wyszehradzkiego
- 2006 - Bogdan Dziuba,    czas: 2:38:11
- 2007 - Tomasz Chawawko,  czas: 2:39:52,3
- 2008 - Grzegorz Czyż,    czas: 2:45:50,26
- 2009 - Krzysztof Bartkiewicz, czas: 2:30:30
- 2010 - Wiktor Rogowoj,   czas: 2:35:10
- 2011 - Grzegorz Czyż,    czas: 2:36:23
- 2012 - Kacper Piech,     czas: 2:49:57
- 2013 - Bartosz Gorczyca,     czasː 2ː38ː47
- 2014 - Grzegorz Czyż,     czasː 2ː42ː34
- 2015 - Evgen Glyva,     czasː 2ː40ː24